# Base antarctique Almirante-Brown
Pour les articles homonymes, voir Almirante Brown.
La base antarctique Almirante-Brown (en espagnol : Estación Científica Almirante Brown, ou plus souvent Estación Brown) est une base antarctique argentine et une station de recherche scientifique, nommée en l'honneur de l'amiral William Brown, le « père » de la Marine argentine.
Elle est située sur la péninsule de Sanavirón qui longe Paradise bay, sur la côte de Danco, une portion de la Terre de Graham dans la péninsule Antarctique, en Territoire chilien de l'Antarctique. C'est l'une des 13 bases de recherche en Antarctique gérées par l'Argentine. De 1951 à 1984, c'était une base permanente; depuis elle n'est plus utilisée que pendant l'été austral.

## Histoire
L'histoire de la base commence le 6 avril 1951, lorsque l'Argentine crée le Détachement Naval Almirante-Brown à Paradise bay.
En janvier 1956, la marine argentine inaugure un simple refuge (en espagnol : Le Refugio Naval Conscripto Ortiz) qui opère en tant qu'observatoire météorologique et comme camp de base pour des campagnes antarctiques jusqu'à ce qu'il soit temporairement fermé en 1960.
L'Institut antarctique argentin réactive la station en 1964-65, créant l'un des laboratoires de biologie les plus complets de la péninsule Antarctique. La station comprend alors une habitation principale de 392 m2, deux réservoirs de carburant et un bâtiment supplémentaire exclusivement réservé à la recherche scientifique, équipé de trois laboratoires, d'un atelier de photographie, de la station de radio d'urgence, de bureaux et d'une bibliothèque.
La base inaugurée le 17 février 1965 est nommée station de recherche Almirante-Brown.
Le 12 avril 1984, le médecin de la base, excédé que ses missions soient prolongées indéfiniment contre sa volonté, incendie les bâtiments. Les installations d'origine sont détruites, mais le personnel est secouru par le navire USS Hero et emmené à la base américaine Palmer.
L'Argentine reconstruit sa base, mais elle ne sera désormais plus utilisée que pendant l'été austral.
Pendant la campagne d'été de 1995 à 1996, le département logistique de la Direction de l'Antarctique argentin construit deux nouveaux modules habitables: un laboratoire et un logement pour le personnel.
Lors de la campagne 1999-2000, s'y ajoute le bâtiment principal capable d'accueillir confortablement 8 personnes ; ce nouveau bâtiment se compose de 4 chambres, une cuisine et 2 salles de bains.
Pendant la décennie 2000, la base reste vide, mais, depuis 2007, elle est de nouveau occupée pendant l'été.

## Description
Paradise Bay est une grande anse ouverte sur la mer au sud-ouest de la baie d'Andvord. Elle est protégée par un arc formé par les îles Lemaire, Cramer et Bryde. Du côté des hauts fonds se trouve la petite péninsule Sanavirón, un promontoire rocheux couronné par un monticule de presque 70 m de haut appelé Punta Proa, où certains équipements de la base sont installés.
Dans les environs, plusieurs balises de navigation sont installées; à Punta Proa, à Punta Vidt, à Punta Conesa, à l'entrée de Puerto Leith, sur l'îlot Hanka, sur Punta Piedras à Oscar Cove, ainsi qu'un phare sur l'île Cramer.
Brown est situé à 1 100 km de Ushuaia, le port le plus proche. La base couvre une superficie totale de 1,4 ha et peut accueillir un maximum de 18 personnes.

## Activités scientifiques
Des programmes de recherche ont été développés pour la biologie (zoologie et botanique), la bactériologie, la limnologie, la biochimie, la physiologie animale et humaine, la pathologie, l'écologie, l'océanographie, la météorologie, les rayons cosmiques et les observations ionosphériques, la radioactivité de l'environnement, la glaciologie des glaces continentales et de la mer, la géodésie par satellite, la géologie, la géophysique, la sismologie, la surveillance de l'ozone et la mesure des marées.
Tout au long des années de recherches et d'observations à Brown, plus de 100 articles scientifiques ont été publiés par l'Institut antarctique argentin.

## Tourisme
Grâce à sa situation le long de la belle baie de Paradise Bay et à son climat relativement doux, la station de Brown est une destination prisée par les navires des expéditions de tourisme en Antarctique.
La présence d'une colonie permanente de manchots papou et le promontoire de Punta Proa, facilement accessible, en font un lieu apprécié des touristes.

La base antarctique Almirante-Brown
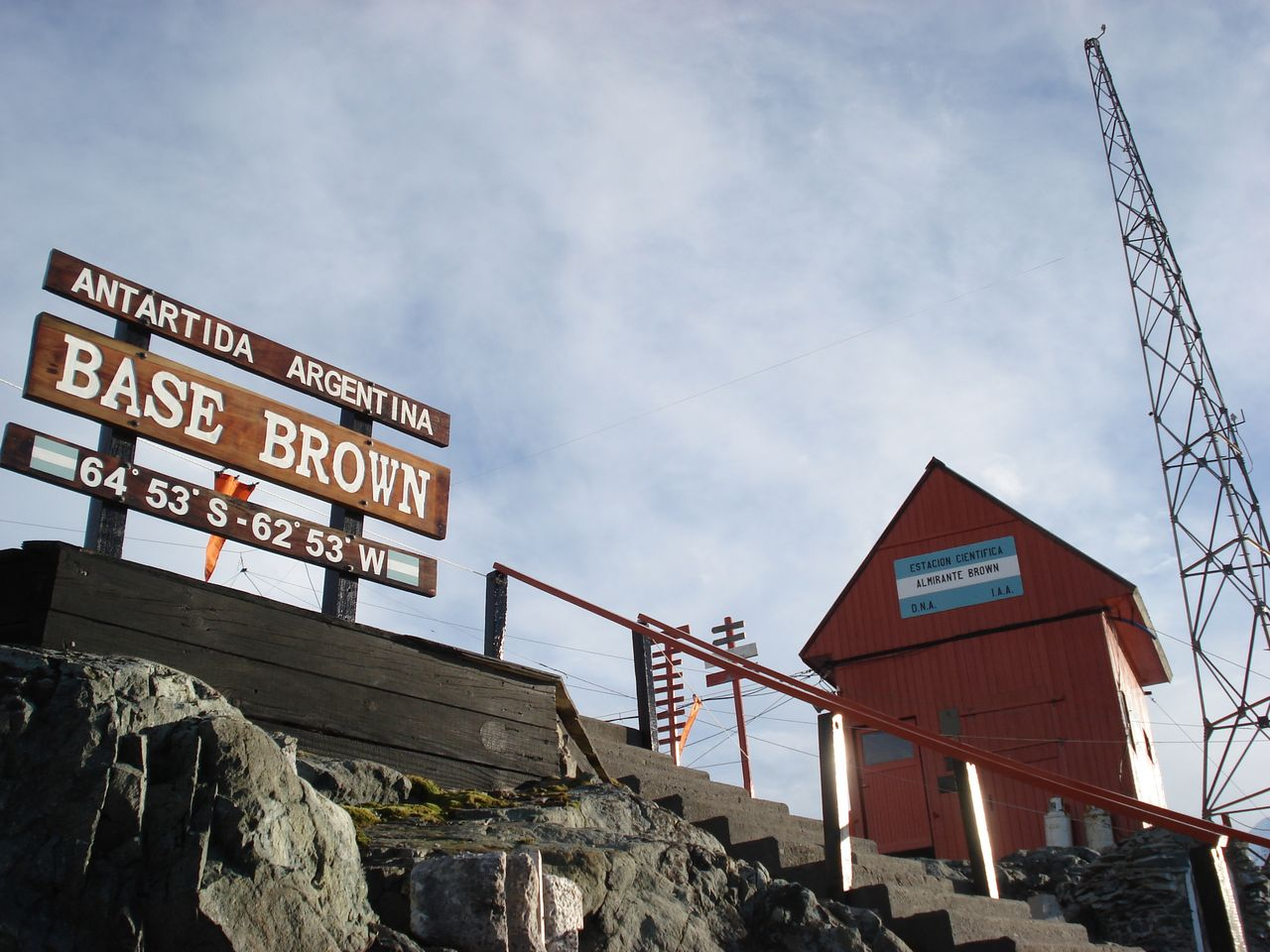
L'accès à la base
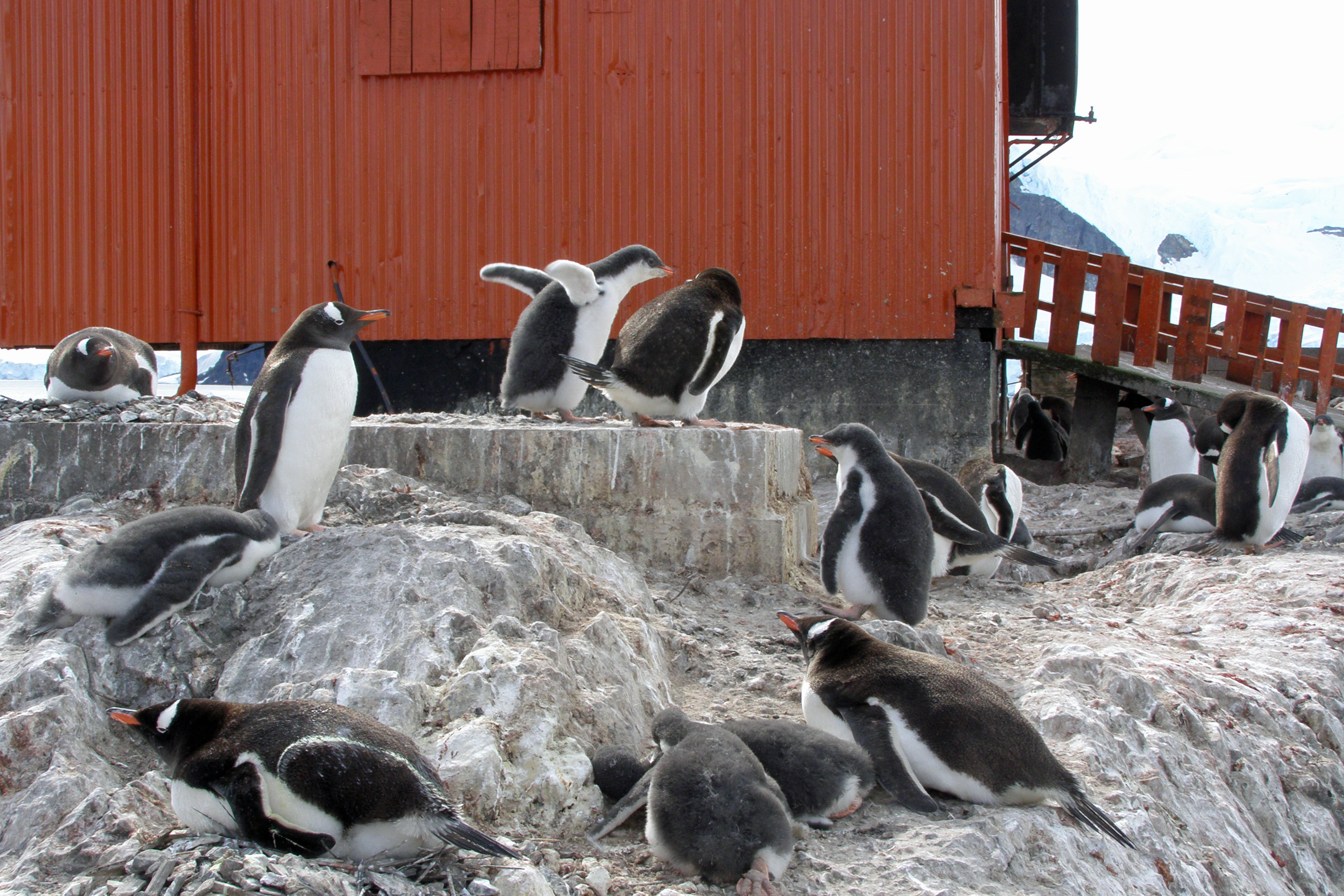
Manchots papou sur la base
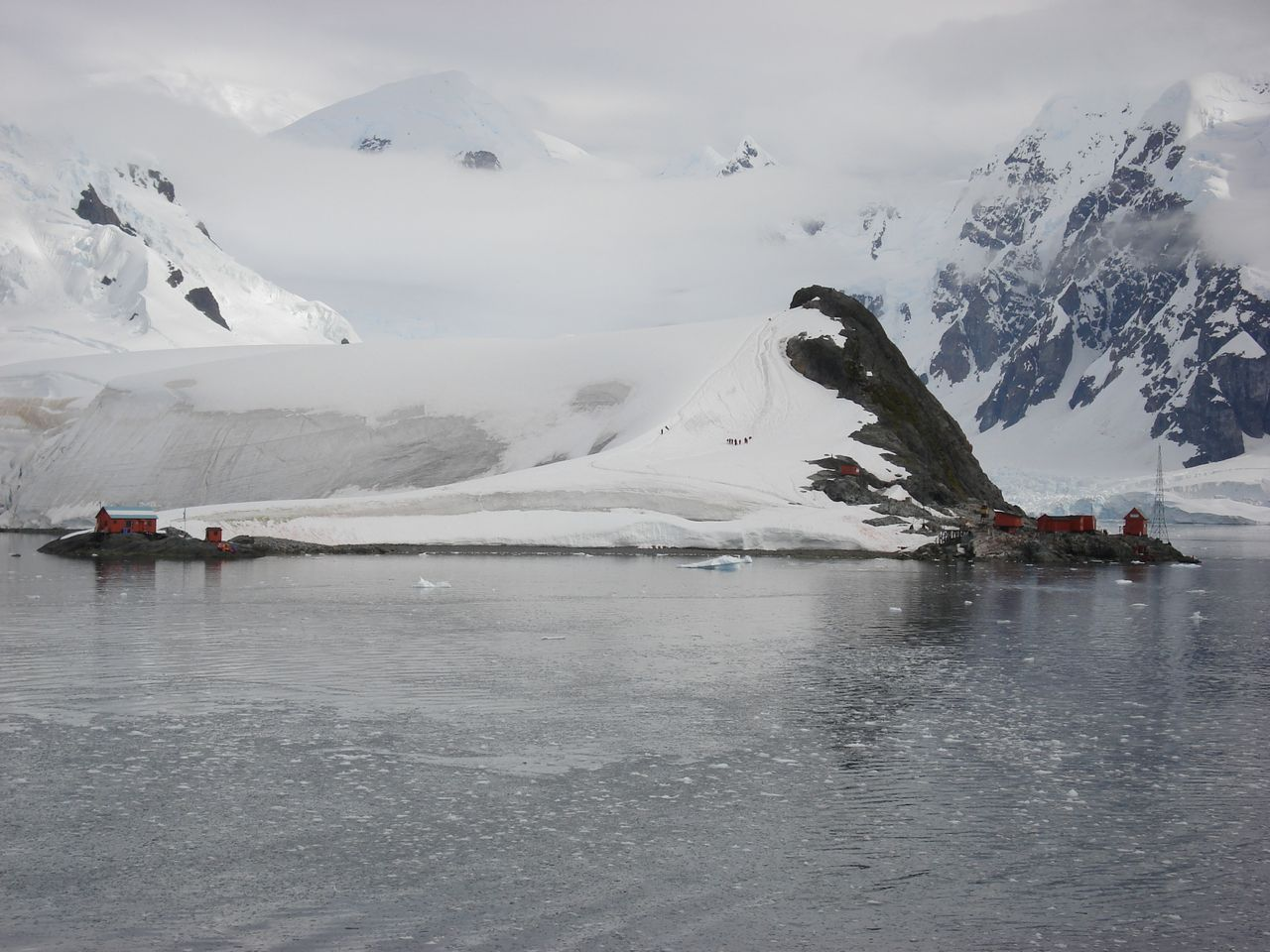
La base et le refuge Conscripto Ortiz en 2009
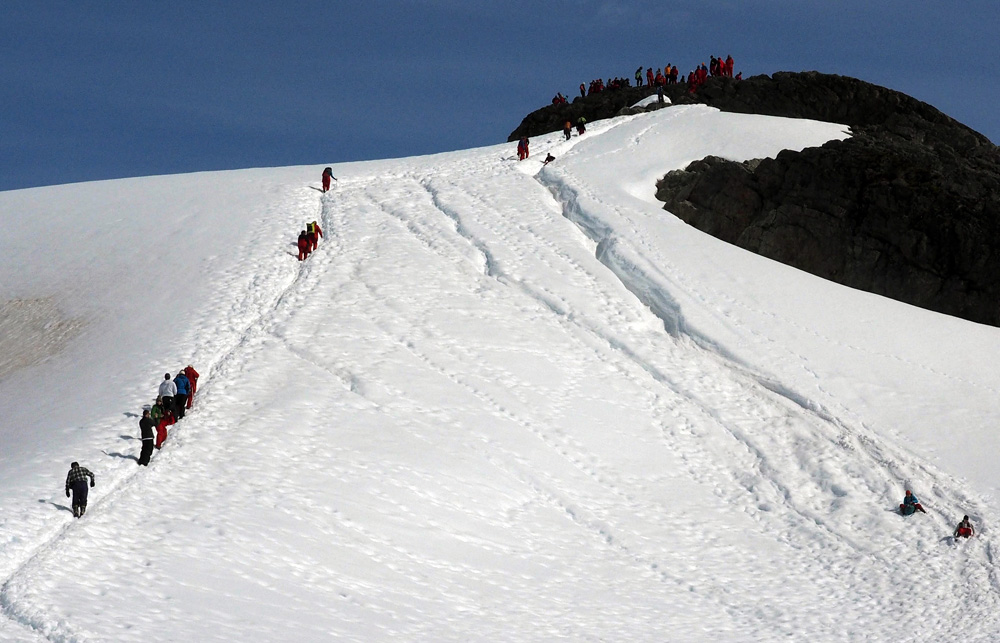
L'ascension vers Punta Proa
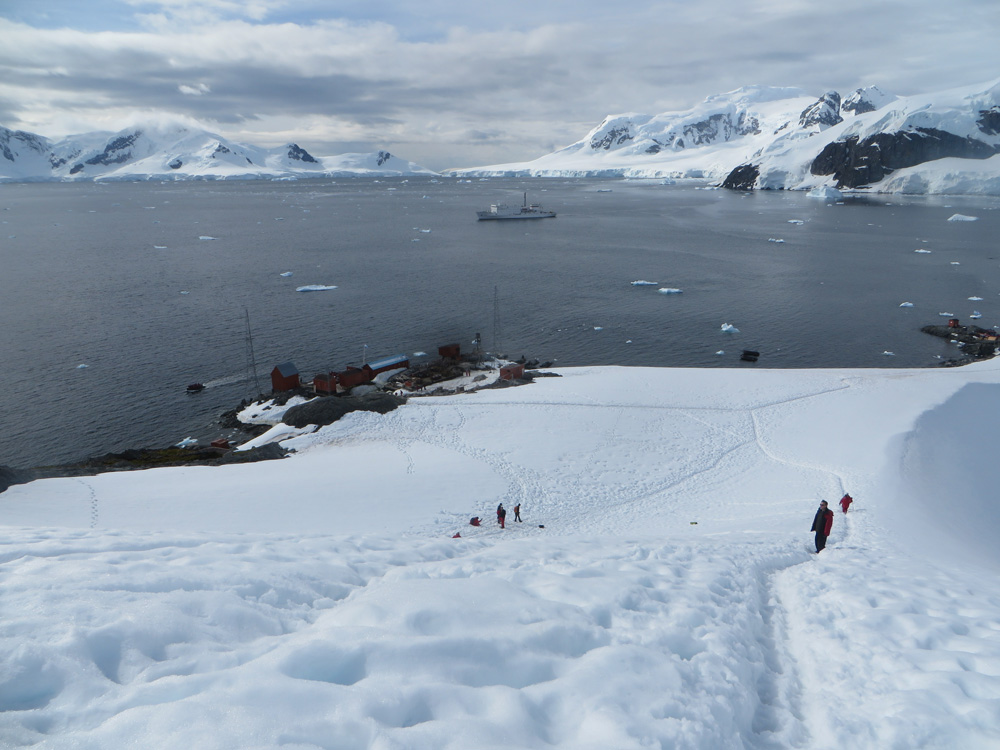
Point de vue depuis Punta Proa
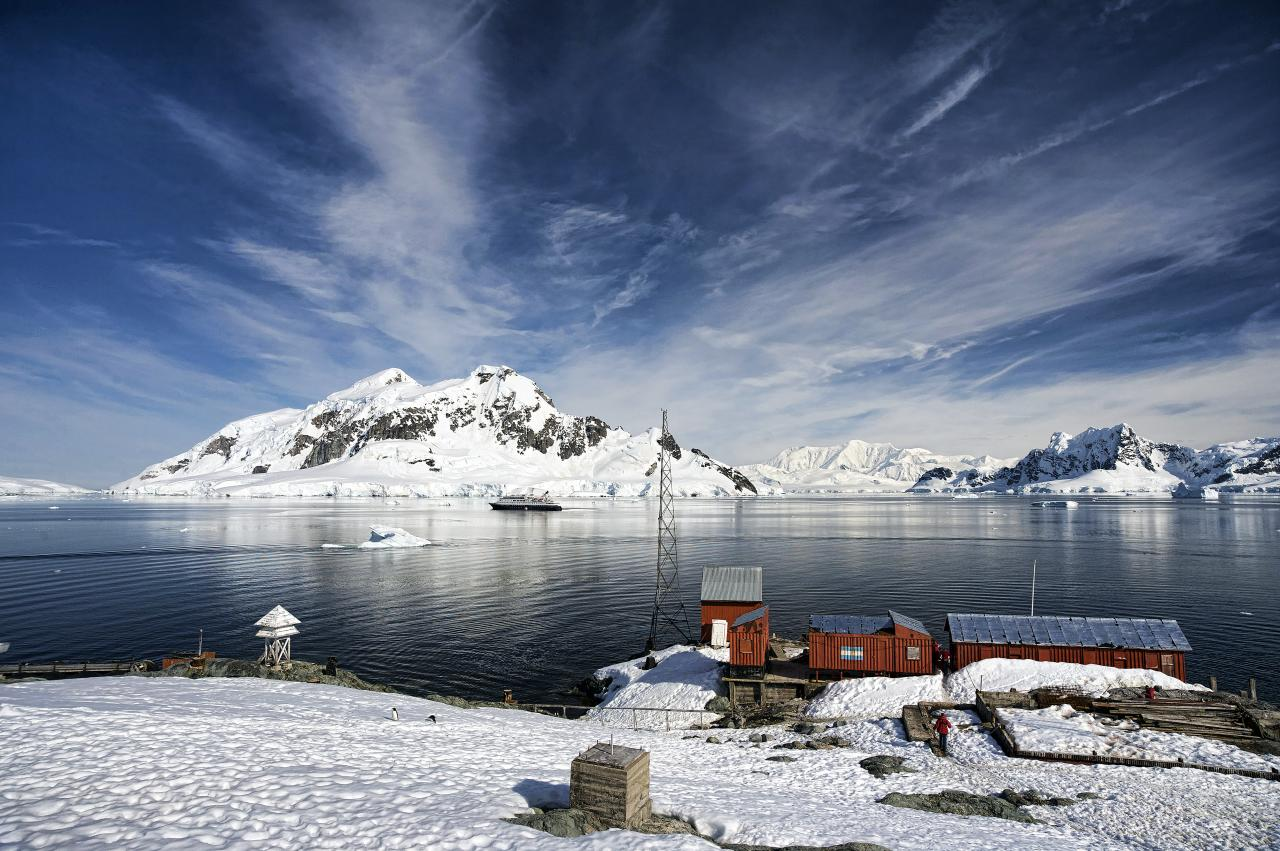
Paradise Bay

## Climat
Le climat dans la région est relativement doux, les montagnes avoisinantes abritant la baie des vents forts. La température moyenne annuelle est de 2 °C et le record historique minimum est de −29 °C le 9 août 1958.